# Le Mans Sarthe Basket
Maillots
Actualités
| \| Le Mans \| Le club est basé au Mans. |
| Le Mans                                 |

Le Mans Sarthe Basket, plus communément appelé MSB, est un club français de basket-ball basé dans la ville du Mans. Le club évolue en première division.
Le MSB est une structure professionnelle, qui a remplacé le SCM Le Mans, alors connu pour ses bonnes performances et sa longévité au sein de l'élite tant pour son équipe masculine que féminine.
Le club a en partie dominé le championnat de France dans la fin des années 1970 et le début des années 1980 avant de sombrer en Pro B puis remonter en 1990. Les succès réapparaissent dans les années 2000, puis 2010.

## Historique

### Le Sporting Club Moderne (1939-1993)
En 1928, un industriel français, Léopold Gouloumès, arrive dans la cité du Mans et fonde sa société alimentaire : la Société des Comptoirs Modernes. Comme beaucoup d'industriels le font à l'époque, la société décide, notamment avec l'aide de Bernard Gasnal, de fonder son club sportif (c'est tout d'abord du football), intitulé le Goulou Club (nous sommes en 1938). Mais en septembre 1939 la Seconde Guerre mondiale éclate, et les hommes sont réquisitionnés au front. Pour s'occuper en leur absence, leurs femmes décident de pérenniser le Goulou Club en créant une équipe de basket-ball
En 1941, le gouvernement français interdit aux clubs sportifs de porter le nom d'une industrie, le Goulou Club change de nom pour celui de Sporting Club Moderne.
En 1952 les filles du Mans décrochent le titre de championne de France. Bernard Gasnal suit alors l'exemple et fonde une équipe masculine. Les résultats ne tardent pas, et l'équipe rejoint l'élite (Nationale 1) en 1963.
Les années 1960-1970 sont synonymes de premières consécrations pour le SCM qui remporte la Coupe de France 1964, puis le Championnat en 1978 et 1979.
Après un nouveau titre de champion de France en 1982 et l'euphorie des joutes européennes, le club a du mal à se relancer du fait de la domination naissante du CSP Limoges et de Pau-Orthez, et est même relégué en Nationale 1B en 1987, avant de revenir dans l'élite en fin de saison 1990.
Le SCM existe toujours après la création du MSB, et concerne depuis la partie amateur de l'association.

### Débuts du MSB (1993-2000)

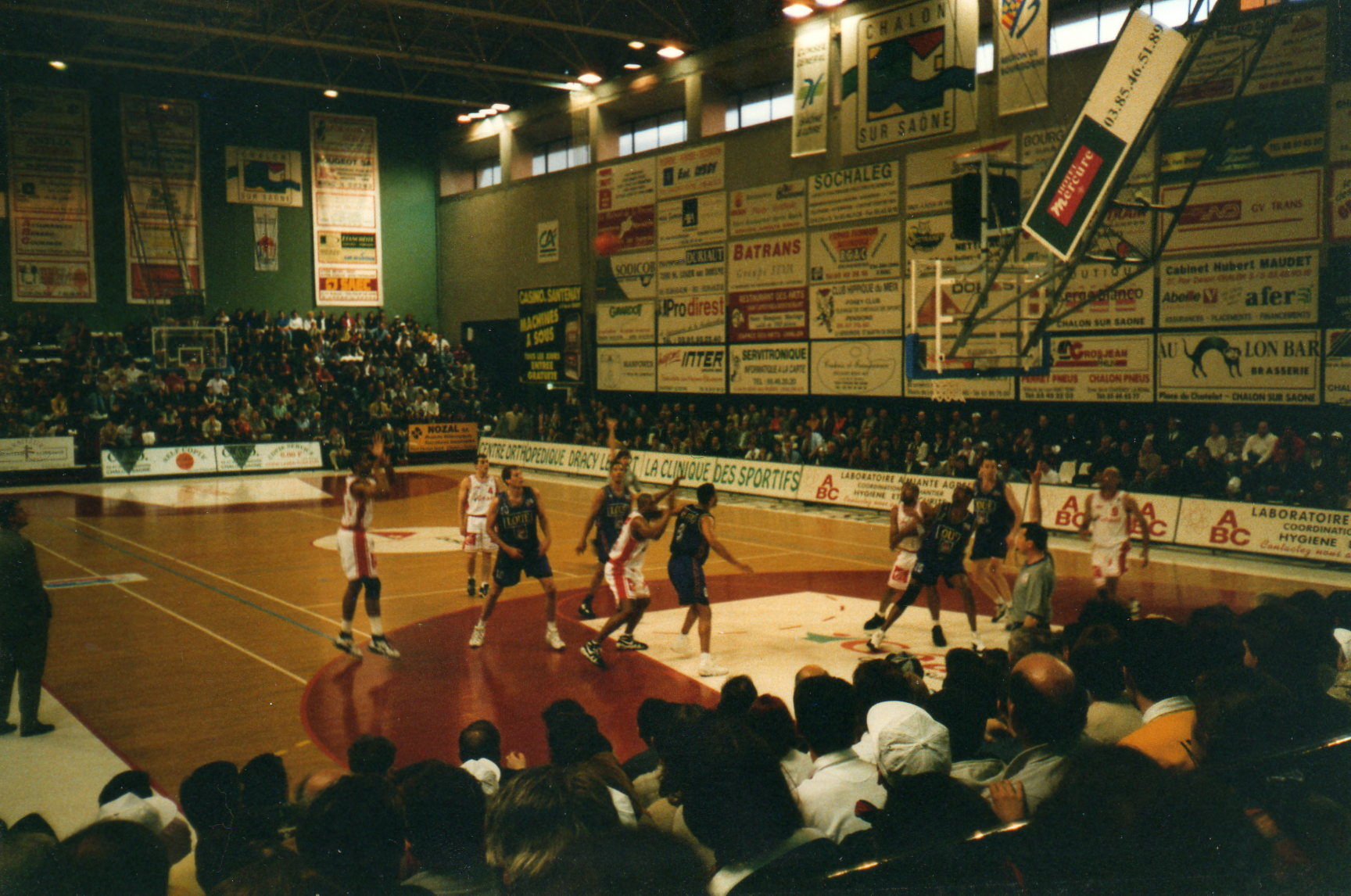
Match de Pro A entre le MSB et l'Élan Chalon en 1997

Pour répondre aux nouvelles ambitions d'un club en perdition qui évoluait néanmoins alors en Nationale 1A, la section professionnelle se détache du SCM Le Mans (6 septembre 1993).
En effet, le SCM Le Mans est champion de France de Nationale 1B en 1990, mais connaît trois premières saisons difficiles parmi l'élite.
Il en est de même pour le MSB naissant, qui ne doit son salut qu'à la disparition de Sceaux (1993), puis à l'élargissement de la Pro A (1994)
Le déclic survint avec l'établissement de la nouvelle salle d'Antarès (inaugurée le 25 septembre 1995), qui signa le renouveau du Mans, basé sur une formation de haute qualité.
Pour la saison 1996-1997, Le Mans engage un nouvel entraîneur, Alain Weisz, avec pour mission d'écrire une nouvelle page d'histoire avec la cité de la Sarthe. Celui-ci fait signer dans la foulée l'Américain Ron Anderson, mais surtout Josh Grant (qui voulait arrêter le basket-ball) qui est un moteur pour une équipe, qui décroche une 4e place synonyme de qualification européenne.
Les saisons suivantes, Le Mans continue sur sa lancée, s'offrant la présence de Keith Jennings en son sein, qui décroche le titre de MVP du championnat en 1999. Cette année-là, Jennings quitte le club, aussitôt remplacé par un nouvel américain André Woolridge qui ne sait faire oublier Jennings. Le MSB connaît alors une période de doute, conclue par le départ d'Alain Weisz pour l'Équipe de France. Lui succède alors son assistant : Vincent Collet.

### Collet et le retour au sommet (2000-2008)
Audacieux, Vincent Collet engage le plus petit joueur de l'histoire du championnat français, Shawnta Rogers (1,61 m), qui, en compagnie d'un autre Américain, Chris King, hisse le club à une inattendue 3e place (puis les demi-finales des play offs). Une certaine routine s'installe alors les saisons suivantes, le MSB ne pouvant confirmer sa belle prestation.
Pour la saison 2002-2003, les jeunes prennent le pouvoir au Mans : emmené par Pape-Philippe Amagou et Alain Koffi (purs produits du centre de formation) et par Amara Sy (en provenance de l'ASVEL), Le Mans se propulse vers le haut du classement, finissant régulièrement aux 3 premières places. Une première place en saison régulière lui permet de décrocher un billet en Coupe ULEB pour la saison 2003-2004, alors que la route s'était arrêtée en 1/2 finale (3e place) des play-offs de Pro A. L'année suivante (2004-2005), une nouvelle fois 1er de saison régulière, Le Mans conserve sa place en Coupe ULEB, la suite est moins glorieuse puisque la course au titre s'arrête en 1/4 de finale (5e place).

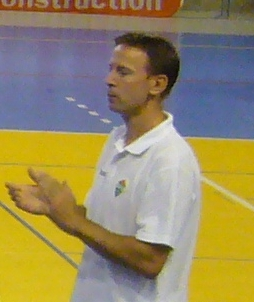
Vincent Collet

La saison du MSB en 2005-2006 n'est sans doute pas aussi efficace en saison régulière que les deux saisons précédentes. L'aventure européenne est même plutôt de mauvais augure pour la suite puisque le club se fait sortir dès la phase de poules de la Coupe ULEB. L'année 2006 commence paradoxalement bien, puisque le MSB remporte le premier trophée de la saison, la Semaine des As. Le club est éliminé en quart de finale de la Coupe de France. Avant d'entamer les play-offs, le MSB est pointé à la 5e place de la saison régulière (22v/12d).
Un magnifique parcours lui permet de remporter le titre en battant en finale le SLUC Nancy 93-88 et ainsi de devenir le nouveau champion de France, glanant au passage le fameux billet qui octroie au club l'assurance de la participation à l'Euroligue pendant trois saisons.
Le club du Mans participe à la plus haute compétition européenne (l'Euroligue) en 2006-2007, après son titre de champion de France. Les débuts sont difficiles, et l'équipe ne parvient pas à se qualifier pour le Top 16 (2e tour). Le MSB échoue également en quarts de finale en Pro A après une décevante sixième place lors de la saison régulière. La saison suivante, Le Mans dispose encore de son billet en Euroligue (bail de trois ans) et continue son apprentissage du haut niveau. Cependant, un triste record se profile pour le MSB qui ne parvient pas à remporter le moindre match lors des douze premières rencontres. Les Sarthois finissent le premier tour avec deux victoires. Néanmoins, en Pro A, ils réussissent à finir à la première place de la saison régulière avant d'échouer en demi-finale des playoffs contre Roanne.

### Dans la continuité (depuis 2008)

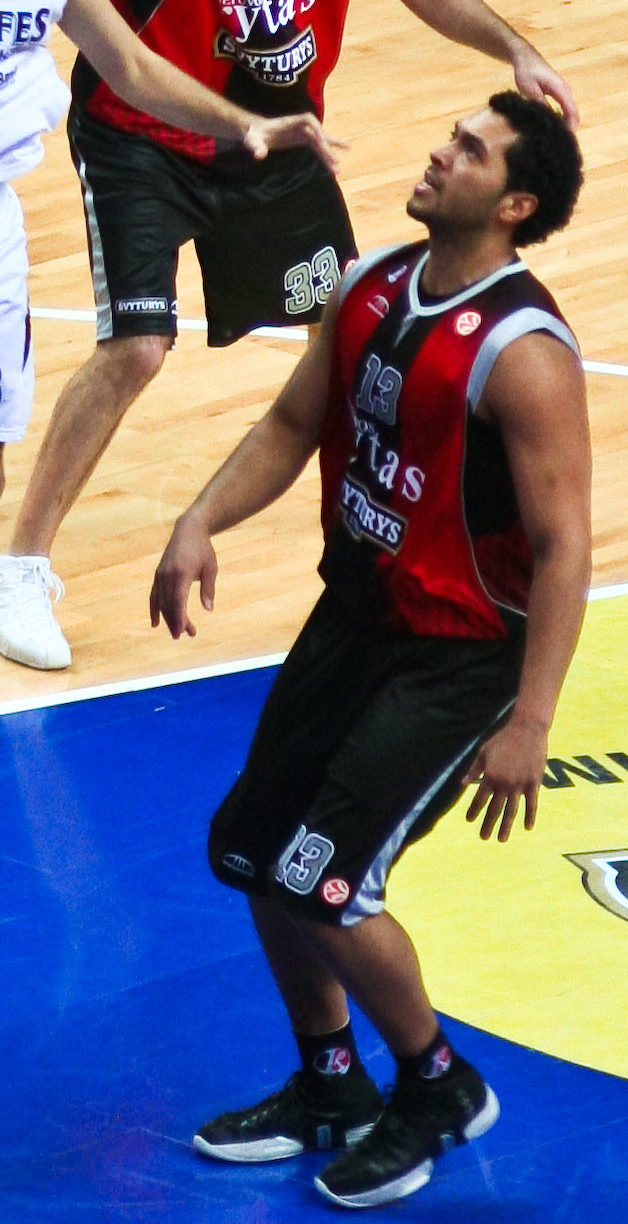
João Paulo Batista

La saison 2008-2009 est plus faste pour le club. Outre une troisième place lors de la saison régulière suivie d'une demi-finale de playoffs (défaite contre Orléans), le MSB réalise un superbe doublé en glanant la semaine des As (victoire 74-64 face à Orléans en finale) puis la Coupe de France (victoire 79-65 contre Nancy en finale à Bercy). Cerise sur le gâteau, Alain Koffi, formé au club, est élu MVP français de la saison. Cependant, en Euroligue, le MSB finit de nouveau dernier de sa poule avec deux maigres victoires en dix rencontres.
Malgré les départs de plusieurs cadres à l'intersaison tels qu'Alain Koffi ou Nicolas Batum, le MSB joue toujours les premiers rôles en championnat en 2009-2010 avec des joueurs comme Charles Kahudi. Après avoir longtemps été premier de la saison régulière, le club termine finalement derrière Cholet. Les deux équipes se retrouvent en finale du championnat, mais c'est Cholet qui remporte ce derby au sommet (81-65). Les Manceaux disputent l'EuroCoupe mais sont éliminés sur le fil dès le premier tour. En 2014, le MSB remporte la Leaders Cup.
Le MSB lors de la saison 2011-2012 finit à la 4e place de la saison régulière (19 victoires pour 11 défaites), mais le club est battu en finale des play-off contre l'Élan chalon sur le score de 95 à 76 au Bercy.
Depuis le 21 mai 2014, le MSB est entraîné par le Turc Erman Kunter, ancien entraîneur de Cholet. Il a pris ainsi la succession de JD Jackson. Le début de saison est mitigé, marqué notamment par une lourde défaite dans le derby à domicile contre Cholet Basket (61-82). Engagé en Eurochallenge, le MSB remporte ses deux premiers matchs contre les Belges du Port of Antwerp Giants (72-66) et les Finlandais du KTP Basket (71-52) avant une lourd sur le parquet du Pallacanestro Biella, club de D2 italienne (82-64). Le club remporte la Leaders Cup 2014 en dominant Nanterre en finale. Après avoir atteint les quarts de finale de la compétition (éliminés par les Roumains de Energia Targu Jiu), les Manceaux se qualifient pour les playoffs au soir de la 33e journée du championnat après un succès sur l'ASVEL (92-76). C'est la 19e qualification consécutive du MSB pour les playoffs. L'aventure s'arrête en quart de finale face à Dijon. Le pivot João Paulo Batista, au club depuis six saisons, quitte le MSB pour le palais des sports de Beaublanc et Limoges. Le club l'honore en retirant son maillot. Avec Batista, le Mans Sarthe Basket a remporté une coupe de France en 2009 et deux Semaine des AS (Leaders Cup) en 2009 et 2014.
La saison suivante, Le Mans recrute Rodrigue Beaubois qui a passé 4 saisons avec les Mavericks de Dallas. Le MSB revient en finale de la Leaders Cup mais est battu par Strasbourg. La saison régulière de Pro A est bien maitrisée avec une 4e place. Le club atteint les demi-finales des play-offs après avoir éliminé l'ASVEL et est de nouveau battu par Strasbourg.
Le 16 février 2025, le club remporte la 11e édition de la Leaders Cup en s’imposant face à AS Monaco.

## Le club, la société
La société a été créée le 6 septembre 1993 sous la forme d'une Société d'Économie Mixte Sportive Locale, et a été présidée jusqu'au 30 juin 2008 par Jean-Pierre Goisbault. Christophe Le Bouille en devient le président le 1er juillet 2008. Le club présente un budget de 6.468.000 euros pour la saison 2024/2025.

## Le blason, les couleurs, les supporters
Le maillot porté par les joueurs est tango ou noir ou blanc. Le tango est hérité de l'antique Sporting Club Moderne.
Le logo existe depuis 1993 et l'acquisition du nouveau statut professionnel de l'équipe. Il reprend les couleurs du club, accompagnées des trois lettres MSB (acronyme du Mans Sarthe Basket) écrites en blanc. À l'été 2009, le MSB change de blason et opte pour un lion montrant les griffes et sortant du logo. L'ajout d'un animal est pour le lien historique avec le SCM qui avait déjà comme emblème un lion, le blason est en référence à la riche histoire médiévale de la ville du Mans.
À l'été 2025, le MSB a choisi de donner un nouveau souffle à sa marque. Une décision qui s’alignait avec le début d’un nouveau cycle sportif pour le club, marqué par l’arrivée sur le banc de Guillaume Vizade. Avec ce changement de logo, le MSB n’entend pas rompre avec son passé. Au contraire, il veut s’en nourrir pour écrire son futur. Les principaux marqueurs de l’identité du club sont donc conservés. La couleur tango, ce orange si caractéristique du MSB, reste au cœur du nouvel emblème.
Les deux groupes de supporters du MSB s'appellent les Félins et Virage Nord. Ils existent sous forme d'associations et suivent le club lors de certains déplacements. Les Félins est d'ailleurs le plus vieux club de supporter de basketball de France.

Ancien logo (1993-2009)
Logo de 2009 à 2025[20]
Nouveau logo depuis 2025[20]

## Équipementiers
| - 1990/1992 : Reebok - 1992/1995 : Adidas - 1995/1996 : Converse - 1996/1998 : Reebok - 1998/2001 : Champion | - 2001/2005 : Fila - 2005/2008 : AND1 - 2008/2014 : Reebok - 2014/2020 : Kappa - 2020/2022 : Skills | - 2022/en cours : Puma |

## Derby historique
L'ancien derby du nord ouest opposait le SCM Le Mans a l'ABC Nantes.
Depuis 1986, le "Derby de l'Ouest" oppose chaque saison l'équipe du Mans, a celle de Cholet, située en Maine-et-Loire. Depuis leur premier affrontement en division N1B masculin, les deux équipes se rencontrent régulièrement. Elles se livrent depuis la saison 90/91, un duel assidu et annuel.

## Palmarès
Championnat de France
- Champion de France : 1978, 1979, 1982, 2006 et 2018
- Vice-champion de France : 1970, 1974, 1980, 1981, 1983, 2010 et 2012
Championnat de France Pro B
- Champion de Nationale 1B : 1990
- Champion de Excellence : 1962
Coupe de France de basket
- Vainqueur : 1964, 2004, 2009 et 2016
- Finaliste : 1970, 2017, 2019 et 2025
Semaine des As / Leaders Cup
- Vainqueur : 2006, 2009, 2014 et 2025
- Finaliste : 2004, 2007, 2015 et 2018

## Maillots accrochés au plafond d'Antarès
- 13 - João Paulo Batista
- 14 - JD Jackson
- 7  - Alain Koffi
- 7  - Keith Jennings
- 11 - Shawnta Rogers
- 17 - Pape-Philippe Amagou
- 6 - Christian Baltzer
- 5 - Nicolas Batum
- 14 - Eric Beugnot[28]

## Entraîneurs successifs
| Nom                | Période   |
| ------------------ | --------- |
| Justy Specker      | 1950/1955 |
| Germain Feybesse   | 1955/1957 |
| Camille Gommendy   | 1957/1959 |
| Justy Specker      | 1959/1964 |
| Frank Jackson      | 1964/1964 |
| Christian Baltzer  | 1964/1965 |
| Pierre Rosselo     | 1965/1970 |
| Christian Baltzer  | 1970/1971 |
| André Buffière     | 1971/1973 |
| José Antonio Gasca | 1973/1973 |
| Christian Baltzer  | 1973/1974 |
| Bob Andrews        | 1974/1977 |
| Bill Sweek         | 1977/1979 |
| Claude Peter       | 1979/1979 |
| Bob Purkhiser      | 1979/1982 |
| Denis Ozer         | 1982/1982 |
| Bill Cain          | 1982/1983 |
| Kenny Grant        | 1983/1985 |
| Indulis Vanags     | 1985/1986 |
| Kenny Grant        | 1986/1986 |
| Bob Wymbs          | 1986/1987 |
| Tom Becker         | 1987/1992 |
| Jean-Luc Monschau  | 1992/1993 |

| Nom              | Période       |
| ---------------- | ------------- |
| Philippe Desnos  | 1993/1994     |
| Ernie Signars    | 1994/1996     |
| Alain Weisz      | 1996/2000     |
| Vincent Collet   | 2000/2008     |
| JD Jackson       | 2008/2014     |
| Erman Kunter     | 2014/2017     |
| Alexandre Ménard | 2017/2017     |
| Eric Bartecheky  | 2017/2019     |
| Dounia Issa      | 2019/2019     |
| Elric Delord     | 2019/2024     |
| Guillaume Vizade | 2024/en cours |

## Présidents successifs
| Nom                   | Période       |
| --------------------- | ------------- |
| Alain Marnas          | 1993/2000     |
| Christian Baltzer     | 2000/2003     |
| Jean-Pierre Goisbault | 2003/2008     |
| Christophe Le Bouille | 2008/en cours |

## Encadrement
| Fonction                      | Représentant       |
| ----------------------------- | ------------------ |
| Directeur Sportif             | Vincent Loriot     |
| Entraîneur                    | Guillaume Vizade   |
| Entraîneur adjoint            | Antoine Mathieu    |
| Entraîneur adjoint            | KJ Smith           |
| Entraîneur adjoint            | Jordan Bernard     |
| Intendant                     | Bernard Lépinette  |
| Intendant                     | François Leclerc   |
| Préparateur physique          | Pierre Golvan      |
| Kinésithérapeute              | Marie Dodard       |
| Kinésithérapeute & Ostéopathe | Romain Piédor      |
| Orthopédiste & Traumatologue  | Roméo Ménard       |
| Médecin du sport              | François Fernandez |
| Médecin                       | Bernard Lebreton   |
| Podologue                     | Nicolas Bonneau    |

## Joueurs célèbres ou marquants
Sporting Club Moderne
| - Christian Baltzer - Jean-Pierre Goisbault - Hervé Dubuisson - Pierre Cordevant - Jacky Lamothe - Bill Cain - Michel Audureau - Jean-Marc Conter - Olivier Hanquiez - Bruno Servolle - Vincent Collet | - Patrick Robin - Justy Specker - Loyd King - Arthur Kenney - James Lister - Eric Beugnot - Stéphane Ostrowski - Gregor Beugnot - Philippe Urie - Marty Conlon - Bernard Gasnal | - Claude Gasnal - Bob Wymbs - Claude Peter - Larry Lawrence - Floyd Allen - Vincent Collet - Christophe Henry - Olivier Garry |

Le Mans Sarthe Basket
| - João Paulo Batista - Shawnta Rogers - Norris Bell - Torgeir Bryn - Nedeljko Asceric - Yannick Bokolo - Mickael Gelabale - Alex Acker - Sandro Nicević - Makan Dioumassi - Antoine Eito - Philip Ricci - Jurica Ružić - Dimitri Lauwers - Zack Wright - Chris King - JD Jackson - Ron Anderson - Josh Grant - Thierry Rupert | - Hollis Price - Jermaine Guice - Amara Sy - Kenny Gregory - Rahshon Turner - Darius Washington - Robert Dozier - Alain Koffi - Antoine Diot - Marc Salyers - Marcellus Sommerville - Nicolas Batum - Rico Hill - Ido Kozikaro - David Bluthenthal - Raviv Limonad - Paul Fortier - Walter Palmer - Dewarick Spencer - Keith Jennings | - Bobby Dixon - Juan Aisa - Nobel Boungou Colo - Charles Kahudi - Pape-Philippe Amagou - Aaron Cel - Michał Ignerski - Ondrej Starosta - Mileta Lisica - Huseyin Besok - Eric Campbell - DaShaun Wood - Rodrigue Beaubois - Mate Skelin - Wilfried Yeguete - Ivan Grgat - Terry Tarpey III - Petr Cornelie - Matt Morgan |

## Statistiques
| Meilleurs marqueurs de l'histoire du club (Le Mans Sarthe Basket) | Meilleurs marqueurs de l'histoire du club (Le Mans Sarthe Basket) | Meilleurs marqueurs de l'histoire du club (Le Mans Sarthe Basket) | Meilleurs marqueurs de l'histoire du club (Le Mans Sarthe Basket) |
|                                                                   | Joueur                                                            | Pts                                                               | Période                                                           |
| ----------------------------------------------------------------- | ----------------------------------------------------------------- | ----------------------------------------------------------------- | ----------------------------------------------------------------- |
| 1                                                                 | João Paulo Batista                                                | 3684                                                              | 2008-2020                                                         |
| 2                                                                 | Alain Koffi                                                       | 3446                                                              | 2002-2021                                                         |
| 3                                                                 | JD Jackson                                                        | 2839                                                              | 1999-2006                                                         |
| 4                                                                 | Pape-Philippe Amagou                                              | 2436                                                              | 2001-2018                                                         |
| 5                                                                 | Sandro Nicević                                                    | 2303                                                              | 2001-2007                                                         |
| 6                                                                 | Charles Kahudi                                                    | 2212                                                              | 2009-2015                                                         |
| 7                                                                 | Shawnta Rogers                                                    | 1896                                                              | 2000-2007                                                         |
| 8                                                                 | Antoine Eito                                                      | 1834                                                              | 2011-2021                                                         |
| 9                                                                 | Dewarick Spencer                                                  | 1787                                                              | 2008-2010                                                         |
| 10                                                                | Williams Narace                                                   | 1768                                                              | 2020-2025                                                         |

| Records individuels sur un match (Le Mans Sarthe Basket) | Records individuels sur un match (Le Mans Sarthe Basket) | Records individuels sur un match (Le Mans Sarthe Basket) | Records individuels sur un match (Le Mans Sarthe Basket) |
| Catégorie                                                | Joueur                                                   | Date                                                     | Valeur                                                   |
| -------------------------------------------------------- | -------------------------------------------------------- | -------------------------------------------------------- | -------------------------------------------------------- |
| Points                                                   | Ron Anderson                                             | 07/09/1996                                               | 41                                                       |
| Rebonds                                                  | Rahshon Turner                                           | 14/12/2003                                               | 20                                                       |
| Rebonds                                                  | Wilfried Yeguete                                         | 18/05/2019                                               | 20                                                       |
| Passes décisives                                         | Shawnta Rogers                                           | 07/01/2001                                               | 17                                                       |
| Interceptions                                            | Josh Grant                                               | 18/01/1997                                               | 9                                                        |
| Contres                                                  | Walter Palmer                                            | 16/10/1999                                               | 7                                                        |
| Adresse aux tirs                                         | Ivan Grgat                                               | 25/10/2000                                               | 10/10                                                    |
| Adresse aux tirs                                         | Nicolas Batum                                            | 13/12/2007                                               | 10/10                                                    |
| Adresse à 3 points                                       | Keith Jennings                                           | 11/11/1998                                               | 8/8                                                      |
| Adresses aux lancers-francs                              | Shawnta Rogers                                           | 22/12/2001                                               | 17/17                                                    |
| Evaluation                                               | Paul Fortier                                             | 06/01/1996                                               | 47                                                       |
| Evaluation                                               | Rahshon Turner                                           | 20/03/2004                                               | 47                                                       |

| Records d'équipe sur un match (Le Mans Sarthe Basket) | Records d'équipe sur un match (Le Mans Sarthe Basket) | Records d'équipe sur un match (Le Mans Sarthe Basket) | Records d'équipe sur un match (Le Mans Sarthe Basket) |
| Catégorie                                             | Adversaire                                            | Date                                                  | Valeur                                                |
| ----------------------------------------------------- | ----------------------------------------------------- | ----------------------------------------------------- | ----------------------------------------------------- |
| Points                                                | Le Havre                                              | 14/04/2001                                            | 126                                                   |
| Evaluation                                            | Brest                                                 | 13/05/2006                                            | 156                                                   |
| Rebonds                                               | Le Havre                                              | 03/03/2007                                            | 50                                                    |
| Passes décisives                                      | Spacer's de Toulouse                                  | 20/03/1999                                            | 36                                                    |
| Interceptions                                         | Milan                                                 | 31/01/2008                                            | 17                                                    |
| Contres                                               | Fraport Skyliners                                     | 29/11/2005                                            | 12                                                    |
| Adresse aux tirs                                      | Evreux                                                | 06/12/1997                                            | 35/52                                                 |
| Adresse à 3 points                                    | Chalon                                                | 23/04/2016                                            | 11/14                                                 |
| Adresse aux lancers-francs                            | Paris                                                 | 15/12/2024                                            | 21/21                                                 |

## Affluence par saison
| Saison    | Affluence |
| --------- | --------- |
| 2000/2001 | 5.067     |
| 2001/2002 | 4.270     |
| 2002/2003 | 4.244     |
| 2003/2004 | 4.748     |
| 2004/2005 | 4.684     |
| 2005/2006 | 4.169     |
| 2006/2007 | 4.147     |
| 2007/2008 | 4.469     |
| 2008/2009 | 4.817     |
| 2009/2010 | 4.646     |
| 2010/2011 | 4.290     |
| 2011/2012 | 4.939     |
| 2012/2013 | 4.974     |
| 2013/2014 | 5.005     |
| 2014/2015 | 4.542     |
| 2015/2016 | 4.507     |
| 2016/2017 | 4.501     |
| 2017/2018 | 5.336     |
| 2018/2019 | 4.691     |
| 2019/2020 | 4.905     |
| 2020/2021 | 4.287     |
| 2021/2022 | 4.561     |
| 2022/2023 | 5.292     |
| 2023/2024 | 4.914     |
| 2024/2025 | 5.357     |
| 2025/2026 | -         |

## Bilan par saison
| Saison          | Championnat de France | Championnat de France | Championnat de France | Championnat de France      | Championnat de France  | Championnat Européen                | Coupe de France   | SA/LC           |
| Saison          | Nb                    | Bilan                 | PV                    | Classement Phase régulière | Play-offs              | Championnat Européen                | Coupe de France   | SA/LC           |
| --------------- | --------------------- | --------------------- | --------------------- | -------------------------- | ---------------------- | ----------------------------------- | ----------------- | --------------- |
| 1987-88         | 28                    | 17V-11D               | 60,7 %                | 4e N1B                     | Demi-finale N1B        |                                     |                   |                 |
| 1988-89         | 30                    | 20V-10D               | 66,6 %                | 3e N1B                     | Demi-finale N1B        |                                     |                   |                 |
| 1989-90         | 28                    | 23V-5D                | 82,1 %                | 1er                        | Champion N1B           |                                     |                   |                 |
| 1990-91         | 30                    | 12V-18D               | 40,0 %                | 13e                        |                        |                                     |                   |                 |
| 1991-92         | 30                    | 10V-20D               | 33,3 %                | 12e                        |                        |                                     |                   |                 |
| 1992-93         | 26                    | 9V-17D                | 34,6 %                | 11e                        | 8e de finale           |                                     |                   |                 |
| 1993-94         | 26                    | 5V-21D                | 19,2 %                | 13e                        |                        |                                     |                   |                 |
| 1994-95         | 26                    | 6V-19D                | 30 %                  | 14e                        |                        |                                     |                   |                 |
| 1995-96         | 30                    | 10V-20D               | 33,3 %                | 12e                        |                        |                                     |                   |                 |
| 1996-97         | 30                    | 21V-9D                | 70,0 %                | 4e                         | Quart de finale        |                                     |                   |                 |
| 1997-98         | 30                    | 18V-12D               | 56,2 %                | 7e                         | Quart de finale        | Eurocoupe Phase finale              |                   |                 |
| 1998-99         | 30                    | 19V-11D               | 63,3 %                | 6e                         | Demi-finale            |                                     |                   |                 |
| 1999-00         | 30                    | 17V-13D               | 56,6 %                | 7e                         | Quart de finale        | Coupe Korać 1er tour                |                   |                 |
| 2000-01         | 30                    | 22V-8D                | 73,3 %                | 3e                         | Demi-finale            | Coupe Korać 1er tour                |                   |                 |
| 2001-02         | 30                    | 18V-12D               | 60,0 %                | 7e                         | Quart de finale        | Euroligue tour préliminaire         |                   |                 |
| 2001-02         | 30                    | 18V-12D               | 60,0 %                | 7e                         | Coupe Saporta 1er tour |                                     |                   |                 |
| 2002-03         | 30                    | 21V-9D                | 70,0 %                | 3e                         | Demi-finale            |                                     |                   | Quart de finale |
| 2003-04         | 34                    | 27V-7D                | 79,4 %                | 1er                        | Demi-finale            | Coupe ULEB (1er tour)               | Champion          | Finale          |
| 2004-05         | 34                    | 25V-9D                | 73,4 %                | 1er                        | Quart de finale        | Coupe ULEB (1er tour)               | 8e de finale      | Quart de finale |
| 2005-06         | 34                    | 22V-12D               | 64,7 %                | 5e                         | Champion               | Coupe ULEB (1er tour)               | Quart de finale   | Champion        |
| 2006-07         | 34                    | 21V-13D               | 61,8 %                | 6e                         | Quart de finale        | Euroligue (1er tour)                | 16e de finale     | Finale          |
| 2007-08         | 30                    | 23V-7D                | 76,7 %                | 1er                        | Demi-finale            | Euroligue (1er tour)                | 8e de finale      | Quart de finale |
| 2008-09         | 30                    | 20V-10D               | 66,7 %                | 3e                         | Demi-finale            | Euroligue (1er tour)                | Champion          | Champion        |
| 2009-10         | 30                    | 22V-8D                | 73,3 %                | 2e                         | Finale                 | EuroCoupe Top 16                    | 8e de finale      | Quart de finale |
| 2010-11         | 30                    | 14V-16D               | 46,6 %                | 8e                         | Quart de finale        | EuroCoupe Top 16                    | 8e de finale      |                 |
| 2011-12         | 30                    | 19V-11D               | 63,3 %                | 3e                         | Finale                 | EuroCoupe (1er tour)                | Quart de finale   | Demi-finale     |
| 2012-13         | 30                    | 16V-14D               | 53.3 %                | 6e                         | Quart de finale        | EuroCoupe (1er tour)                | 16e de finale     | Demi-finale     |
| 2013-14         | 30                    | 19V-11D               | 63.3%                 | 3e                         | Quart de finale        | EuroCoupe (1er tour)                | Quart de finale   | Champion        |
| 2014-15         | 34                    | 19V-15D               | 56%                   | 4e                         | Demi-finale            | EuroChallenge (Quart de finale)     | 16e de finale     | Finale          |
| 2015-16         | 34                    | 23V-11D               | 68 %                  | 3e                         | Demi-finale            | EuroCoupe (1er tour)                | Champion          | Quart de finale |
| 2016-17         | 34                    | 14V-20D               | 41 %                  | 12e                        |                        | Ligue des champions (1/8 de finale) | Finale            |                 |
| 2017-18         | 34                    | 21V-13D               | 62 %                  | 3e                         | Champion               |                                     | 32e de finale     | Finale          |
| 2018-19         | 34                    | 20V-14D               | 58.8%                 | 8e                         | Quart de finale        |                                     | Finale            |                 |
| 2019-20 (COVID) | 24                    | 11V-13D               | 45.8%                 | 9e                         |                        |                                     | Tour préliminaire |                 |
| 2020-21         | 34                    | 19V-15D               | 55.9%                 | 7e                         |                        |                                     | Quart de finale   |                 |
| 2021-22         | 34                    | 17V-17D               | 50%                   | 9e                         |                        |                                     |                   |                 |
| 2022-23         | 34                    | 19V-15D               | 55.9%                 | 6e                         | Quart de finale        |                                     | Demi-finale       | Demi-finale     |
| 2023-24         | 34                    | 15V-19D               | 44.1%                 | 11e                        |                        | Ligue des champions (Play In)       | 8e de finale      | Quart de finale |
| 2024-25         | 30                    | 18V-12D               | 60%                   | 6e                         | Quart de finale        |                                     | Finale            | Champion        |
| 2025-26         | /                     | /                     | /                     | /                          | /                      | /                                   | /                 | /               |

## Sources et références
1. ↑  Seuls les principaux titres en compétitions officielles sont indiqués ici.
2. ↑  « SCM BASKET-BALL LE MANS », sur sites.google.com (consulté le 27 juillet 2025)
3. ↑  « Flashscore.fr: Tableau de Coupe de France 2008/2009 - Basket/France », sur www.flashscore.fr (consulté le 27 juillet 2025)
4. ↑  « Basket-ball : Nicolas Batum: « Ça y est, j'y suis ! » », sur lemans.maville.com (consulté le 27 juillet 2025)
5. ↑  « Basket-ball : C'est la rentrée des classes pour le MSB », sur lemans.maville.com (consulté le 27 juillet 2025)
6. ↑  Proballers, « France - Betclic Elite Classement (2009-2010) », sur Proballers (consulté le 27 juillet 2025)
7. ↑  « Basket: Le Mans remporte la Leaders Cup, son premier titre en cinq ans », sur www.cnews.fr, 16 février 2014 (consulté le 27 juillet 2025)
8. ↑  Proballers, « France - Betclic Elite Classement (2011-2012) », sur Proballers (consulté le 27 juillet 2025)
9. ↑  L'Équipe, 17 juin 2012, L'Élan monte au ciel, p.  8
10. ↑  http://www.lemainelibre.fr/actualite/basket-ball-le-msb-officialise-larrivee-derman-kunter-21-05-2014-90603
11. ↑  « BeBasket », sur Bebasket (consulté le 24 août 2020).
12. ↑  « MSB.FR - Rodrigue Beaubois Au Msb », sur www.msb.fr (consulté le 26 juillet 2025)
13. ↑  « Leaders Cup, calendrier, saison 2014-2015 », sur BeBasket (consulté le 26 juillet 2025)
14. ↑  Proballers, « France - Betclic Elite Classement (2014-2015) », sur Proballers (consulté le 26 juillet 2025)
15. ↑  Proballers, « France - Betclic Elite - Play-Offs : Calendrier des matchs (2014-2015) », sur Proballers (consulté le 26 juillet 2025)
16. ↑  « Le Mans crée l'exploit face à Monaco et s'impose en finale de la Leaders Cup », sur L'Équipe (consulté le 17 février 2025)
17. 1 2  « Basket-ball : Christophe Le Bouille, nouveau président du MSB », sur lemans.maville.com (consulté le 26 juillet 2025)
18. ↑  « Tous les budgets et masses salariales 2024/25 de Betclic ÉLITE : 29 millions pour Monaco, l'ASVEL doublée par Paris ! », sur BeBasket (consulté le 16 juillet 2025)
19. ↑  « MSB.FR - Découvrez Les Maillots Puma 2024-2025 ! », sur www.msb.fr (consulté le 26 juillet 2025)
20. 1 2 3  « MSB.FR - Présentation Du Nouveau Logo Msb », sur www.msb.fr (consulté le 26 juillet 2025)
21. ↑  « Le Mans. Basket : Virage Nord, un nouveau club de supporters pour soutenir le MSB », sur actu.fr, 29 juillet 2021 (consulté le 26 juillet 2025)
22. ↑  « Basket. 'Allez le MSB !' : les Félins, plus ancien groupe de supporters de France », sur lemans.maville.com (consulté le 26 juillet 2025)
23. ↑  « MSB.FR - Reebok 2 Ans De Plus Avec Le Msb », sur www.msb.fr (consulté le 16 juillet 2025)
24. ↑  « MSB.FR - Kappa Et Le Msb Prolongent Jusqu'en 2020 », sur www.msb.fr (consulté le 16 juillet 2025)
25. ↑  « MSB.FR - Nouvel Équipementier, Nouveau Challenge ! », sur www.msb.fr (consulté le 16 juillet 2025)
26. ↑  « Puma devient l'équipementier officiel du Mans Sarthe Basket! »
27. ↑  « Basket : quand auront lieu les derbys du MSB face à Cholet pour la prochaine saison ? », sur actu.fr, 23 juillet 2025 (consulté le 26 juillet 2025)
28. ↑  « MSB.FR - Le Maillot D'eric Beugnot Sera Retiré Le 16 Mai », sur www.msb.fr (consulté le 26 juillet 2025)
29. ↑  « Guillaume Vizade entraînera Le Mans la saison prochaine », L'Équipe, 2 avril 2024.
30. ↑  « MSB.FR - Le Mans Sarthe Basket », sur www.msb.fr (consulté le 26 juillet 2025)
31. ↑  Proballers, « Le Mans records individuels », sur Proballers (consulté le 26 juillet 2025)
32. ↑  Proballers, « Le Mans : records d'équipe », sur Proballers (consulté le 26 juillet 2025)
33. ↑  « Affluences - Pro A (Jeep Elite) », sur surlatouche.fr, 29 avril 2018 (consulté le 27 juillet 2025)
34. ↑  « Affluences de Betclic Elite et Pro B : tous les records battus cette saison ! », sur BasketEurope.com, 26 mai 2023 (consulté le 27 juillet 2025)
35. ↑  Sam Repoux, « Record de fréquentation pour la saison 2023-2024 en Betclic ÉLITE et Pro B », sur Sport Strtatégies (consulté le 27 juillet 2025)
36. ↑  « Fréquentation historique des salles en Betclic ÉLITE et en Pro B pour la troisième saison consécutive », sur PROB, 23 mai 2025 (consulté le 27 juillet 2025)
37. ↑  Collectif Basket News, 20 ans de basket pro, Paris, Ligue nationale de basket / Basket news-Tomar press, octobre 2007, 240 p. (ISBN 978-2-7021-3871-7)
38. ↑  « Historique des Coupes d'Europe », sur lnb.fr (consulté le 29 octobre 2011)
39. ↑  « saison 1987/1988 »
40. ↑  « saison 1988/1989 »
41. ↑  « saison 1989/1990 »
42. ↑  « saison 1990/1991 »
43. ↑  « saison 1991/1992 »
44. ↑  « saison 1992/1993 »
45. ↑  « saison 1993/1994 »
46. ↑  « saison 1994/1995 »
47. ↑  « saison 1995/1996 »
48. ↑  « saison 1996/1997 »
49. ↑  « saison 1997/1998 »
50. ↑  « saison 1998/1999 »
51. ↑  « saison 1999/2000 »
52. ↑  « saison 2000/2001 »
53. ↑  « saison 2001/2002 »
54. ↑  « saison 2002/2003 »
55. ↑  « saison 2003/2004 »
56. ↑  « saison 2004/2005 »
57. ↑  « saison 2005/2006 »
58. ↑  « saison 2006/2007 »
59. ↑  « saison 2007/2008 »
60. ↑  « saison 2008/2009 »
61. ↑  « saison 2009/2010 »
62. ↑  « saison 2010/2011 »
63. ↑  « saison 2011/2012 »
64. ↑  « saison 2012/2013 »
65. ↑  « saison 2013/2014 »
66. ↑  « saison 2014/2015 »
67. ↑  « saison 2015/2016 »
68. ↑  « saison 2016/2017 »
69. ↑  « saison 2017/2018 »
70. ↑  « saison 2018/2019 »
71. ↑  « saison 2019/2020 »
72. ↑  « saison 2020/2021 »
73. ↑  « saison 2021/2022 »
74. ↑  « saison 2022/2023 »
75. ↑  « saison 2023/2024 »
76. ↑  « saison 2024/2025 »